# مشت آخر
مشت آخر فیلمی ایرانی به نویسندگی و کارگردانی مهدی فخیم زاده و تهیه‌کنندگی سید حامد حسینی محصول سال ۱۳۹۷ است.
این فیلم در ۲۷ آذر ۱۳۹۸ در سینماهای ایران اکران شده‌است.

## خلاصه داستان
داستان پیر مردی است که از سالهای دور تا کنون در کاراته تبحر بسیار بالایی دارد ولی جهت امرار معاش تظاهر به فرتوتی می‌کند و در خیابان‌ها با دستیارش به صورت صوری معرکه دعوا به راه می‌اندازند و مردم جهت کمک سعی در جدا کردن آنها می‌کنند که در این میان دستیارش از شلوغی فضا کمک گرفته و جیب مردم را می‌زند.

## بازیگران
- مهدی فخیم‌زاده
- گوهر خیراندیش
- احمد نجفی
- رامین راستاد
- حمیدرضا قلی‌خانی
- گلناز خالصی
- سیاوش معمارزاده
- آرش نوذری
- مهرداد فلاحتگر
- نبی الله پیرهادی